# Liste deutscher Stadtgründungen/13. Jahrhundert
Die Liste deutscher Stadtgründungen im 13. Jahrhundert enthält Orte, die im 13. Jahrhundert gegründet oder erstmals urkundlich erwähnt wurden und später zu Städten wurden.
- 1205 Großenhain, erste urkundliche Erwähnung als Hayn
- 1206 Augustusburg, erste urkundliche Erwähnung
- 1206 Dresden, erste urkundliche Erwähnung
- 1207 Sonneberg, erste urkundliche Erwähnung
- 1209 Brand-Erbisdorf, erste urkundliche Erwähnung
- 1209 Greiz, erste urkundliche Erwähnung
- 1209 Mittweida, erste Erwähnung
- 1209 Ronneburg, erste urkundliche Erwähnung
- 1209 Triebes, erste urkundliche Erwähnung
- 1209 Waltershausen, erste urkundliche Erwähnung
- 1211 Elsterwerda
- 1212 Crimmitschau, erste urkundliche Erwähnung
- 1212 Triptis, erste urkundliche Erwähnung
- 1213 Dessau, erste urkundliche Erwähnung
- 1214 Hof, erste urkundliche Erwähnung
- 1214 Bielefeld, erste urkundliche Erwähnung
- 1216 Berga/Elster, erste urkundliche Erwähnung
- 1216 Marktsteft, erste urkundliche Erwähnung als „Stephe“
- 1216 Oranienburg, erste urkundliche Erwähnung als Bochzowe
- 1216 Rathenow
- 1216 Tharandt, erste urkundliche Erwähnung
- 1217 Eisenberg (Thüringen), erste urkundliche Erwähnung
- 1218 Dippoldiswalde, erste urkundliche Erwähnung
- 1218 Marlow, erste urkundliche Erwähnung als Marlowe, Stadtrecht durch Herrschaft Rostock 1298?
- 1219 Aken (Elbe)
- 1219 Rauschenberg, erste urkundliche Erwähnung
- 1219 Radeberg (bzw. 1233), urk. Ersterwähnung, Stadt- und Weichbildrecht am 16. März 1412
- 1220 Olpe, erste urkundliche Erwähnung
- 1222 Güstrow, erste urkundliche Erwähnung
- 1222 Ludwigsstadt, erste urkundliche Erwähnung
- 1222 Saalburg, erste urkundliche Erwähnung
- 1222 Wilthen, urk. Ersterwähnung als Welintin, 1668 Stadt- und Marktrecht
- 1223 Schönebeck (Elbe), erste urkundliche Erwähnung
- 1223 Bergisch Neukirchen, erste urkundliche Erwähnung
- 1223 Gemünden (Wohra), erste gesicherte urkundliche Erwähnung
- 1224 Münchberg, erste urkundliche Erwähnung
- 1225 Pulsnitz, urk. Ersterwähnung, Stadtrecht seit 1375
- 1225 Kamenz, urk. Ersterwähnung, freie Stadt seit 1319
- 1226 Kötzschenbroda, erste urkundliche Erwähnung
- 1226 Langenburg, erste urkundliche Erwähnung
- 1227 Altenau
- 1227 Bischofswerda, erste urkundliche Erwähnung, Stadtrechtsverleihung 1361?
- 1227 Leinefelde, erste urkundliche Erwähnung
- 1227 Oederan, erste urkundliche Erwähnung
- 1228 Weißenberg, erste urkundliche Erwähnung und Stadtgründung durch König Ottokar I. von Böhmen
- 1229 Espelkamp, erste urkundliche Erwähnung
- 1229 Bad Sülze (bzw. 1243), urk. Ersterwähnung als sulta, Stadtrecht zw. 1255 und 1260 durch die Herrschaft Rostock
- 1230 Altlandsberg
- 1230 Schauenstein, erste urkundliche Erwähnung
- 1230 Haßfurt, erste urkundliche Erwähnung
- 1231 oder 1232, Schweinsberg, erste urkundliche Erwähnung (1972 nach Stadtallendorf eingemeindet)
- 1231 Bad Liebenwerda, erste urkundliche Erwähnung
- 1231 Homberg (Efze)
- 1231 Richtenberg, urk. Ersterwähnung am 8. November, 1297 als städtische Siedlung (oppidum) bezeugt
- 1232 Biedenkopf, erste urkundliche Erwähnung
- 1232 Bergen auf Rügen, erste urkundliche Erwähnung als Gora
- 1232 Helmbrechts, erste urkundliche Erwähnung
- 1232 Schleiz, erste urkundliche Erwähnung
- 1232 Schleusingen, erste urkundliche Erwähnung
- 1232 Tanna, erste urkundliche Erwähnung
- 1233 Kiel, erste urkundliche Erwähnung
- 1233 Zettlitz, erste urkundliche Erwähnung
- 1234 Baruth/Mark
- 1234 Bernstadt auf dem Eigen, erste urkundliche Erwähnung, Stadtrechtsverleihung unbekannt
- 1234 Bürgel, erste urkundliche Erwähnung
- 1234 Hildburghausen, erste urkundliche Erwähnung
- 1234 Kirchhain, Niederlausitz, erste urkundliche Erwähnung
- 1234 Rehau, erste urkundliche Erwähnung
- 1234 Uetersen, erste nachgewiesene urkundliche Erwähnung
- 1234 Rosenheim, erste urkundliche Erwähnung
- 1235 Quakenbrück, erste urkundliche Erwähnung
- 1235 Schorndorf, erste urkundliche Erwähnung
- 1237 Cölln, erste urkundliche Erwähnung; heute Teil von Berlin
- 1238 Neuruppin
- 1238 Zittau, erste urkundliche Erwähnung
- 1238 Reichenbach/O.L., urk. Ersterwähnung am 22. Februar bei König Wenzel I. von Böhmen, 1306 als Stadt bezeichnet
- 1239 Wittenberge
- 1239 Herzberg (Elster), erste urkundliche Erwähnung
- 1240 Glauchau, erste urkundliche Erwähnung
- 1240 Penkun, erste urkundliche Erwähnung als Pinkun, zwischen 1269 und 1284 Stadtrechtsverleihung nach Magdeburger Vorbild
- 1242 Neusalza-Spremberg (bzw. 1272), urk. Ersterwähnung der Muttergemeinde Spremberg als Sprewemberch, Stadtrecht 1670 und 1924
- 1243 Gaggenau, erste urkundliche Erwähnung unter dem Namen Gaggenaw
- 1243 Anklam, erste urkundliche Erwähnung als Tachlim, 1244 Verleihung Lübisches Recht durch Pommernherzog Barnim I.
- 1244 Berlin
- 1244 Neustadt in Holstein
- 1244 Vöhrenbach, Gründung als Konkurrenz zu Villingen
- 1245 Altentreptow
- 1246 Tambach-Dietharz, erste urkundliche Erwähnung
- 1247 Strausberg, erste urkundliche Erwähnung
- 1247 Stadtroda, erste urkundliche Erwähnung
- 1248 Leonberg, Stadtgründung durch Graf Ulrich I. von Württemberg
- 1248 Limbach, erste urkundliche Erwähnung
- 1248 Neubrandenburg, Stadtgründung durch Johann I. von Brandenburg
- 1248 Königsbrück, urk. Ersterwähnung, 1331 Stadtrecht
- 1248 Neustadt bei Coburg, erste urkundliche Erwähnung
- 1248 Elstra, urk. Ersterwähnung, Stadtrechtsverleihung 1383
- 1248 Wittichenau, urk. Ersterwähnung als Witigenow, Stadtrechtsverleihung 1286
- 1249 Bad Muskau, erste urkundliche Erwähnung, 1452 Stadtrecht durch Wenzel von Bieberstein
- 1249 Merkendorf (Mittelfranken), erste urkundliche Erwähnung als Mirkindorf
- 1250 Bad Lobenstein, erste urkundliche Erwähnung
- 1250 Wurzbach, erste urkundliche Erwähnung
- 1251 Borna, erste urkundliche Erwähnung
- 1251 Falkenberg/Elster
- 1251 Fürstenberg (Oder)
- 1251 Münchenbernsdorf, erste urkundliche Erwähnung
- 1252 Blankenhain, erste urkundliche Erwähnung
- 1252 Pößneck, erste urkundliche Erwähnung
- 1253 Gößnitz, erste urkundliche Erwähnung
- 1254 Eberswalde
- 1255 Königsberg (Preußen)
- 1255 Norden, erste urkundliche Erwähnung
- 1256 Abensberg
- 1256 Hermsdorf
- 1257 Rain, erste urkundliche Erwähnung
- 1258 Bad Berleburg, erste urkundliche Erwähnung als Berneborg
- 1258 Biesenthal
- 1258 Prichsenstadt, erste urkundliche Erwähnung als „Briesendorf“
- 1258 Ziegenrück, erste urkundliche Erwähnung
- 1259 Brüssow
- 1259 Wilsdruff, erste urkundliche Erwähnung als Wilandestorf
- um 1260 Neustadt (Hessen) als Festung der Grafen von Ziegenhain erbaut
- 1260 Falkenstein/Vogtl., erste urkundliche Erwähnung als Valkinstein
- 1261 Spangenberg
- 1261 Owen (Teck), erste urkundliche Erwähnung
- 1265 Colditz, erste urkundliche Erwähnung
- 1265 Schwedt/Oder, erste urkundliche Erwähnung
- 1266 Marktbreit, erste urkundliche Erwähnung als „broite inferior“
- 1267 Blaubeuren, erste urkundliche Erwähnung
- 1267 Strasburg (Uckermark), erste urkundliche Erwähnung als Straceburch, Stadterhebung durch Pommernherzog Barnim I.
- 1267 Bad Blankenburg, erste urkundliche Erwähnung
- 1267 Hohenleuben, erste urkundliche Erwähnung
- 1267 Grimmen, (bzw. 1287), erste urkundliche Erwähnung
- 1268 Arzberg
- 1268 Stadtilm, erste urkundliche Erwähnung
- 1268 Rothenburg/Oberlausitz, urk. Ersterwähnung 1268 bei Markgraf Otto (V.) von Brandenburg
- 1268 Hoyerswerda urk. Ersterwähnung am 1. Mai, 1371 Marktrecht, 1423 Stadtrecht durch den Landvogt der Oberlausitz Heinrich von der Duba
- 1269 Jarmen, urk. Ersterwähnung als Germin am 13. August, 1290 als stadtähnliche Siedlung (oppidum) beurkundet
- 1271 Bergisch Gladbach, erste urkundliche Erwähnung
- 1271 Reichenbach im Vogtland, erste urkundliche Erwähnung als civitati richenbach
- 1272 Beeskow, erste urkundliche Erwähnung
- 1272 Fürstenwalde/Spree
- 1273 Ilmenau, erste urkundliche Erwähnung
- 1273 Plaue, erste urkundliche Erwähnung
- 1273 Oberlungwitz, erste urkundliche Erwähnung
- 1274 Landau in der Pfalz, erste urkundliche Erwähnung
- 1274 Rottenburg am Neckar, erste urkundliche Nennung eines Bürgers, gegründet von Graf Albrecht II. von Hohenberg-Rotenburg
- 1276 Aurich
- 1278 Fürstenberg/Havel
- 1278 Herrenberg, erste urkundliche Erwähnung
- 1279 Burgdorf
- 1279 Calau
- 1279 Senftenberg
- 1281 Selb, erste urkundliche Erwähnung
- 1282 Auerbach/Vogtl., erste urkundliche Erwähnung
- 1282 Finsterwalde
- 1282 Wolgast, Verleihung des Stadtrechts nach Lübecker Vorbild durch Pommernherzog Bogislaw IV.
- 1282 Schwarzenberg, erste urkundliche Erwähnung als civitas Swartzenberg
- 1284 Angermünde, erste urkundliche Erwähnung
- 1285 Lohe (Uetersen) erstmals als Lo in einer Schenkungsurkunde von Heinrich IV erwähnt
- 1288 Gräfenthal, erste urkundliche Erwähnung
- 1292 Hilchenbach, erste urkundliche Erwähnung als Heylichinbach
- 1294 Rastenberg, erste urkundliche Erwähnung
- 1297 Zirndorf, erste urkundliche Erwähnung
- 1298 Usedom (Stadt), Verleihung des Stadtprivilegiums nach Lübecker Vorbild durch Pommernherzog Bogislaw IV. am 23. Dezember

## Verleihung der Stadtrechte
Folgenden Orten wurden im 13. Jahrhundert die Stadtrechte verliehen:
- 1204 Landshut, Gründung durch Ludwig dem Kelheimer
- 1206 Vilshofen an der Donau
- 1209 Waltershausen
- 1209 Weida
- 1211 Überlingen, Verleihung der Stadtrechte (Ersterwähnung 770)
- 1212 Bad Langensalza
- 1212 Winnenden
- 1212 Zwickau
- 1213 Bautzen (Erwähnung des Stadtrechtes, erste Stadtrechte bereits spätestens 1157 verliehen – es existiert keine Urkunde (mehr) über die Erstverleihung)
- 1213 Creuzburg
- 1214 Limburg an der Lahn
- 1218 Rostock, Bestätigung des Stadtrechts
- 1218 Straubing, Gründung durch Ludwig der Kelheimer
- 1219 Annweiler am Trifels
- 1219 Bad Frankenhausen/Kyffhäuser
- 1219 Stuttgart
- 1220 Arnstadt Erwähnung als "civitas", Ersterwähnung 704, Verleihung Stadtrecht 1266
- 1220 Döbeln
- 1220 Nordhausen
- 1220 Pfullendorf, Verleihung der Stadtrechte durch Kaiser Friedrich II.
- 1221 Ansbach
- 1222 Alsfeld
- 1222 Attendorn erhält Soester Stadtrecht
- 1222 Bocholt
- 1222 Marburg, erste Erwähnung als Stadt (Ersterwähnung als Ort 1138; Marktort 1140, Ummauerung um 1180, Kirche um 1200)
- 1223 Mahlberg
- 1223 Peine
- 1224 Ahlen, erste Erwähnung als Stadt
- 1224 Landau an der Isar, Gründung durch Ludwig der Kelheimer
- 1224 Homberg (Ohm), erste Erwähnung als Stadt
- 1225 Oppenheim
- 1226 Grüningen, heute Markgröningen, erste Erwähnung als Stadt (civitas), als Ort 779
- 1226 Hamm
- 1227 Heiligenstadt
- 1228 Dahlen
- 1228 Güstrow
- 1229 Esslingen am Neckar, erste Erwähnung des Stadtrechtes
- 1229 Wernigerode
- 1230 Jena
- 1230 Lennep
- 1230 Meiningen, Ersterwähnung als Stadt (civitas)
- 1230 Munderkingen
- 1230 Stadtschwarzach, Stadtrechtsverleihung (Ersterwähnung 819, Verzicht auf das Stadtrecht 1818)
- 1231 Bayreuth
- 1231 Kulmbach
- 1231 Lichtenfels
- 1231 Homberg (Efze), erste Erwähnung als Stadt (Ersterwähnung als Ort 1162)
- 1231 Tübingen, erste Erwähnung als Stadt (Ersterwähnung des Ortes 1078)
- 1232 Oranienburg
- 1232 Spandau
- 1233 Frohburg
- 1233 Salzwedel
- 1234 Bürgel
- 1234 Prenzlau
- 1234 Stralsund
- 1235 Guben
- 1236 Bützow
- 1237 Gera
- 1237 Haigerloch, (Ersterwähnung des Ortes 1095)
- 1238 Telgte
- 1238 Arnsberg
- 1239 Wetter (Hessen) (Ersterwähnung im 8. Jahrhundert)
- 1239 Bad Saulgau
- 1240 Elterlein
- 1240 Offenburg
- 1242 Kiel
- 1243 Haßfurt
- 1244 Vöhrenbach
- 1248 Bruchsal, Ersterwähnung als Stadt
- 1249 Kenzingen
- 1250 Burgkunstadt
- 1250 Greifswald, Verleihung Stadtrecht nach Lübecker Vorbild am 14. Mai
- 1250 Ingolstadt
- 1250 Schmalkalden, Ersterwähnung als Stadt (cives)
- 1250 Schopfheim
- 1250 Sigmaringen, Stadtgründung (Ersterwähnung 1077)
- um 1250 Veringenstadt
- um 1250 Berlin
- um 1250 Markdorf
- 1251 Dingolfing
- 1251 Dorsten
- 1252 Vreden (Ersterwähnung im Jahr 839)
- 1253 Amorbach
- 1253 Frankfurt (Oder)
- 1253 Stargard, Verleihung der Stadtrechte
- 1253 Gemünden (Wohra), Verleihung der Stadtrechte
- 1254 Biedenkopf, Erwähnung als Stadt
- 1254 Bretten, Ersterwähnung als Stadt (Ersterwähnung im Jahr 767)
- 1254 Greifenhagen
- 1254 Helmarshausen, Verleihung der Stadtrechte* 1255 Heinsberg
- 1255 Balingen, Stadtgründung, (Ersterwähnung der Ursprungssiedlung im Jahr 863)
- 1255 Hechingen, Ersterwähnung als Stadt (Ersterwähnung im Jahr 786)
- 1255 Heinsberg
- 1255 Stadtoldendorf
- 1255 Worbis
- 1255 Zittau
- 1256 Altenburg
- 1256 Neuruppin
- 1258 Alfeld (Leine)
- 1258 Volkach, Erwähnung als Stadt (civitas) (Ersterwähnung 906)
- 1258 Hitzacker (Elbe) (bereits 1203 ersterwähnt)
- 1261 Meßkirch (1080 ersterwähnt)
- 1263 Sindelfingen
- 1263 Groß-Umstadt als civitas und 1267 als oppidum Erwähnung der Stadtrechte, (Ersterwähnung als Autmundisstat 743)[1][2]
- 1264 Anklam
- 1264 Weinheim, erste Erwähnung als Stadt (oppidum); erste Erwähnung als Ort 755, Marktort 1000, Münzrecht 1065
- 1265 Dahme/Mark
- 1265 Teltow
- 1266 Arnstadt Verleihung des Stadtrechts durch Abt Heinrich III. von Boyneburg der Abtei Hersfeld
- 1266 Aschersleben
- 1266 Rauschenberg
- 1266 Lauterbach (Hessen) Verleihung der Stadtrechte am 16. März 1266
- 1266 Welzheim
- 1268 Stadtilm
- 1270 Aken (Elbe)
- 1270 Löffingen
- 1270 Neustadt (Hessen)
- 1270 Wildeshausen
- 1273 Dinslaken
- 1274 Eisenberg
- 1274 Ziegenhain (Schwalmstadt), Erwähnung als Stadt
- 1276 Germersheim
- 1276 Kaiserslautern
- 1276 Mengen
- 1276 Ratingen
- 1277 Alzey
- 1277 Bad Laasphe
- 1277 Schlotheim
- 1278 Bad Lobenstein
- 1278 Bernburg (Saale)
- 1278 Haslach im Kinzigtal
- 1280 Brackenheim, Verleihung des Stadtrechts durch König Rudolf von Habsburg
- um 1280 Rottenburg am Neckar
- 1281 Bad Camberg
- 1281 Heilbronn
- 1281 Isny im Allgäu
- 1282 Clingen
- 1282 Frankenberg/Sa.
- 1282 Marbach am Neckar, Ersterwähnung von Bürgern, als Ort 972
- 1283 Aach
- 1283 Eisenach
- 1285 Brühl
- 1285 Ebingen, Erwähnung als Stadt (erste urkundliche Erwähnung 793)
- 1285 Hollfeld, Erwähnung als Stadt (erste urkundliche Erwähnung 1017)
- 1286 Fürstenberg
- 1286 Oederan
- 1286 Remda
- 1288 Magdala
- 1288 Düsseldorf (bereits 1135 ersterwähnt)
- 1288 Murrhardt
- 1288 Pappenheim (erste urkundliche Erwähnung 802)
- 1289 Apolda
- 1290 Kitzingen, Stadtgerechtigkeit (Ersterwähnung 748)
- 1290 Bad Kreuznach Bestätigung der Stadtrechte von 1235 und 1270 durch König Rudolf I. von Habsburg
- 1291 Kindelbrück
- 1291 Schauenstein
- 1291 Saarburg
- 1291 Mayen
- 1291 Bernkastel
- 1291 Welschbillig
- 1291 Montabaur
- 1291 Wittlich
- 1292 Ellrich
- 1292 Külsheim
- 1292 Rötha
- 1293 Adorf/Vogtl.
- 1293 Dannenberg (Elbe), erste Erwähnung als Stadt (Ersterwähnung des Ortes 1157)
- 1293 Iphofen, Stadterhebung (Ersterwähnung 741)
- 1293 Leutkirch im Allgäu
- 1293 Lüchow (Wendland) (bereits 1158 ersterwähnt)
- 1293 Wittenberg
- 1294 Amberg
- 1295 Rathenow
- 1295 Schüttorf, Stadtrechtsverleihung (Ersterwähnung 1154)
- 1297 Tettnang
- 1298 Bad Waldsee
- 1298 Dommitzsch
- 1298 Münchberg
- 1299 Abenberg
- 1299 Meersburg
- im 13. Jahrhundert Aalen
- im 13. Jahrhundert Backnang
- im 13. Jahrhundert Herrenberg
- im 13. Jahrhundert Treysa
- im 13. Jahrhundert Weil der Stadt
- im 13. Jahrhundert Weißenburg in Bayern